# Idade do Universo
A idade do Universo compreende o tempo decorrido entre o Big Bang até o presente momento. Há alguns anos, a sonda WMAP coletou dados que permitem estimar a idade do Universo em 13,787 ± 0,020 bilhões de anos. Entretanto, a partir de dados coletados pelo satélite Planck, da Agência Espacial Europeia (ESA), que mapeou o céu entre 2009 e 2013 em busca de pequenas variações na radiação cósmica de fundo em micro-ondas, foi descoberto que o Universo é quase 100 milhões de anos mais velho. Interpretações de observações astronômicas em 2014 indicaram que a idade do Universo é de 13,82 bilhões de anos.

## Decaimento radioativo de elementos químicos
Para determinar a idade do universo, é medida a abundância do rênio-187 (Re187), que decai no ósmio-187 (Os187) com uma meia-vida de 40 bilhões de anos. É importante dizer que os dois elementos acima são isóbaros e que a análise da abundância desses elementos fornece uma estimativa para a idade do Universo que vai de 11,6 a 17,5 bilhões de anos. Existem outros elementos que também são usados para fazer esse cálculo, como o urânio-238 (U238), com meia-vida de 4,468 bilhões de anos, e o tório-232 (Th232), com meia-vida de 14,05 bilhões de anos. A análise desses dois elementos fornecem outra expectativa da idade do Universo, que é 14,5+2.8-2.2.

### Aplicação do decaimento radioativo para a apuração da idade das estrelas
A idade de algumas estrelas já conhecidas, como CS 22892-052 e HD 115444, é de 15,6 ± 4,6 bilhões de anos. Já a estrela CS 31082-001 tem uma idade de 12,5 ± 3 bilhões de anos de acordo com o decaimento de Urânio (Ur238). Depois, pelo método do decaimento de Urânio e de Tório, foi obtido um valor para a idade dessa estrela que é 14,1 ± 2,5 bilhões de anos.

## Idade dos aglomerados estelares antigos
Estrelas que se encontram na sequência principal apresentam uma relação entre a sua luminosidade e sua massa segundo a relação massa-luminosidade, descrita por Jakob Karl Ernst Halm. Segundo essa relação {\displaystyle L\propto M^{n}}, com {\displaystyle n} variando entre {\displaystyle 2.5} e {\displaystyle 4} a depender da massa da estrela. Usualmente, o valor {\displaystyle n=3.5} é utilizado para estrelas na sequência principal. Dado que o tempo {\displaystyle T} da vida de uma estrela pode ser aproximado por {\displaystyle T\approx M/L}, teremos a relação:
{\displaystyle T={\frac {K}{L^{0.7}}}},
em que {\displaystyle K} é uma constante.
Assim, a partir da luminosidade da estrela na sequência principal mais brilhante de um aglomerado, é possível definir a idade limite desse aglomerado: 
{\displaystyle Idade<{\frac {K}{L_{max}^{0.7}}}}
No entanto, esta fórmula só é aplicada a aglomerados estelares com milhares de membros, com a idade do aglomerado sendo aproximadamente igual à fórmula acima. Usando esse método nos aglomerados globulares, Chaboyer, Demarque, Kernan e Krauss calcularam 12,07 bilhões de anos com 95% de certeza da idade mínima do Universo. Gratton et al. calcularam idades entre 8,5 e 13,3 bilhões de anos, sendo o valor mais provável 12,1 bilhões. Reid obteve a estimativa entre 11 e 13 bilhões de anos e Chaboyer et al. estabeleceram 11,5 ± 1,3 bilhões de anos para a idade média do mais velho dos aglomerados.

## Idade das anãs brancas

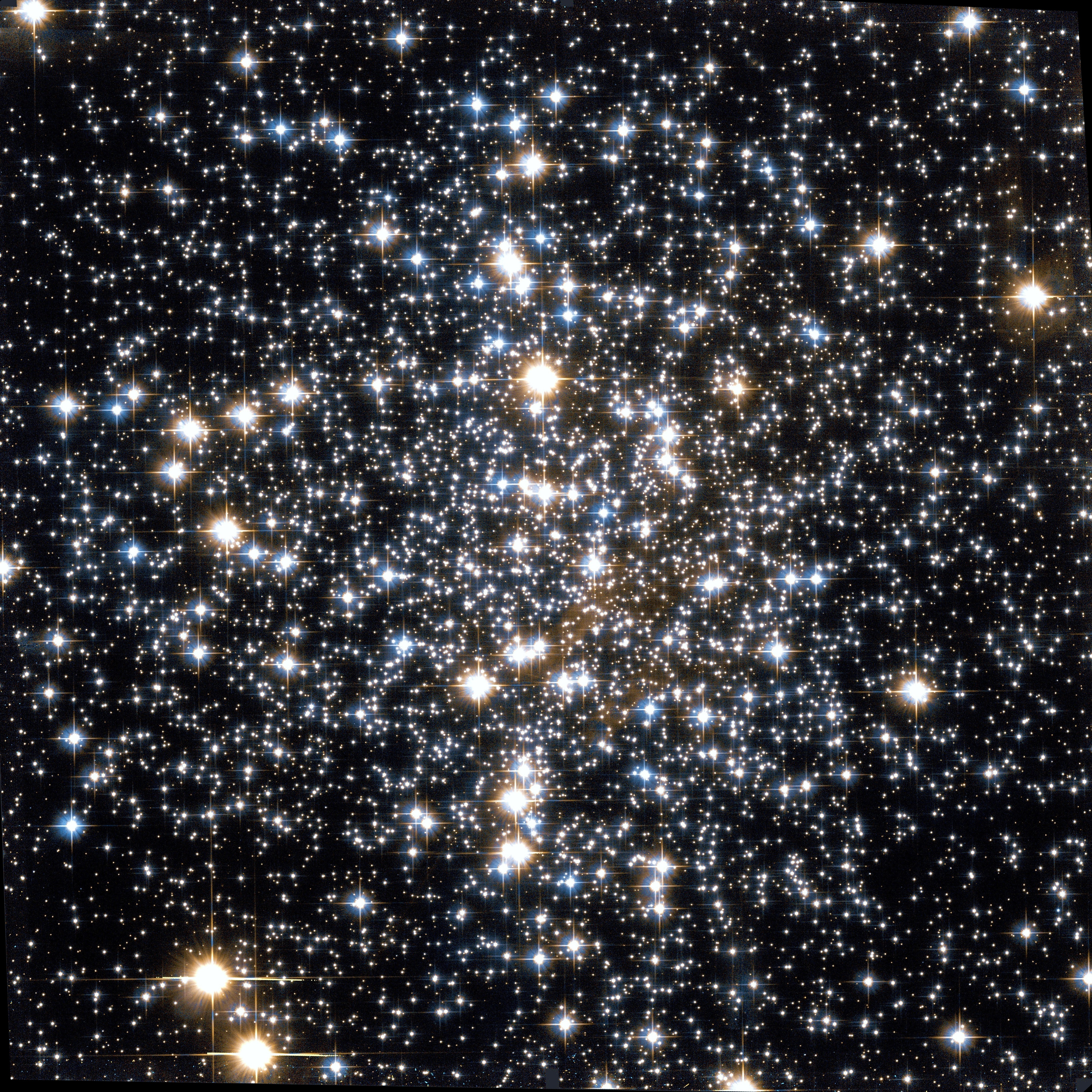
Messier 4 visto pelo Telescópio Espacial Hubble.

Uma anã branca é o objeto remanescente após o fim da vida de uma estrela com a massa equivalente ao nosso Sol e raio da ordem de grandeza da Terra, o que faz com que sua densidade seja um milhão de vezes maior que a da água. As anãs brancas mais antigas são mais frias e menos brilhantes. Em 2004, ao pesquisar e medir a idade destes objetos no aglomerado globular M4, Hans et al. apuraram a idade de 12,1 ± 0,9 bilhões de anos para a M4 e consequentemente, considerando o tempo entre o Big Bang e a formação da M4, estimaram a idade do Universo em 12,8 ± 1,1 bilhões de anos.

## Medidas da radiação cósmica de fundo em micro-ondas

Imagem do WMAP da radiação cósmica de fundo em micro-ondas.

A radiação cósmica de fundo em micro-ondas (comumente abreviada como CMB, do inglês Cosmic Microwave Background Radiation) chega até a Terra de todas as direções. Na época em que essa radiação foi emitida, a matéria comum do Universo era composta apenas de plasma, com uma temperatura praticamente igual em todos os lugares. Portanto, o Universo estava em um estado de quase equilíbrio térmico, emitindo radiação de corpo negro. Assim que o plasma tornou-se um gás neutro, a radiação térmica ficou livre para fluir pelo cosmo. Isso ocorreu quando o Universo tinha cerca de 380 mil anos de idade. Uma pequena parte desta radiação pode ser observada ainda hoje por meio de instrumentos diferentes e sensíveis tais como a sonda Wilkinson Microwave Anisotropy Probe (WMAP) e a sonda Planck. Embora tenha sido emitida a altas temperaturas (frequências mais altas), detectamos essa radiação na faixa de micro-ondas (frequências mais baixas). Isso ocorre devido ao Efeito Doppler causado pela expansão do Universo, que causa o desvio da frequência dessas ondas para o vermelho (redshift). A CMB é a mais perfeita radiação de corpo negro conhecida, mas não se trata de um corpo negro perfeito. A CMB tem um polo quente e um mais frio, devido ao movimento de nosso sistema solar somado ao da galáxia. Ela também apresenta flutuações da ordem de 1 até 10 µK (micro-Kelvin), o que pode ser confundido com ruído branco.

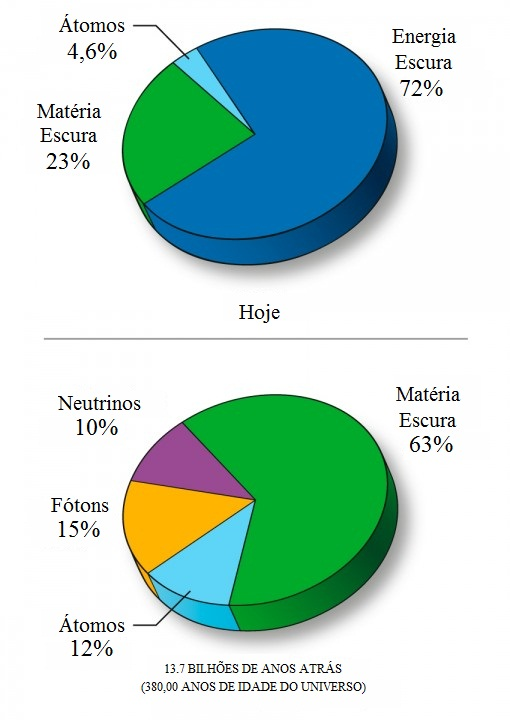
Conteúdo do Universo: atualmente e em fase primordial.

Pela análise criteriosa das flutuações da CMB, a densidade da matéria junto com a energia escura nos primórdios do Universo pode ser calculada, assim como a composição da matéria primordial (matéria comum, neutrinos e matéria escura). Colocando-se estas estimativas nas equações da Teoria da Relatividade Geral obtém-se como resultado a taxa de expansão do Universo, denominada parâmetro de Hubble. Comparando, então, esses resultados com a constante de Hubble (valor atual do parâmetro de Hubble), é possível estimar a idade do Universo.